# اسلام‌آباد لاش (زرآباد)
اسلام‌آباد لاش، روستایی در دهستان زرآباد غربی بخش کاروان شهرستان زرآباد در استان سیستان و بلوچستان ایران است. این روستا، مرکز دهستان زرآباد غربی است.

## جمعیت
بر پایه سرشماری عمومی نفوس و مسکن در سال ۱۳۹۵، جمعیت این روستا برابر با ۴۶۲ نفر (۱۱۳ خانوار) بوده‌است.